# Svensk soul

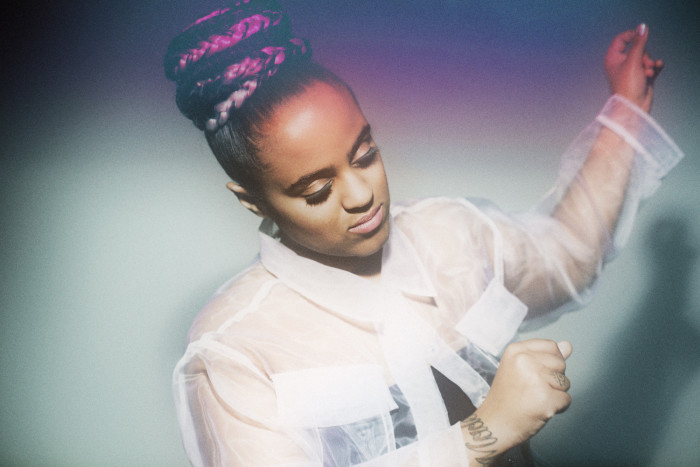
Seinabo Sey, kallad Sveriges souldrottning

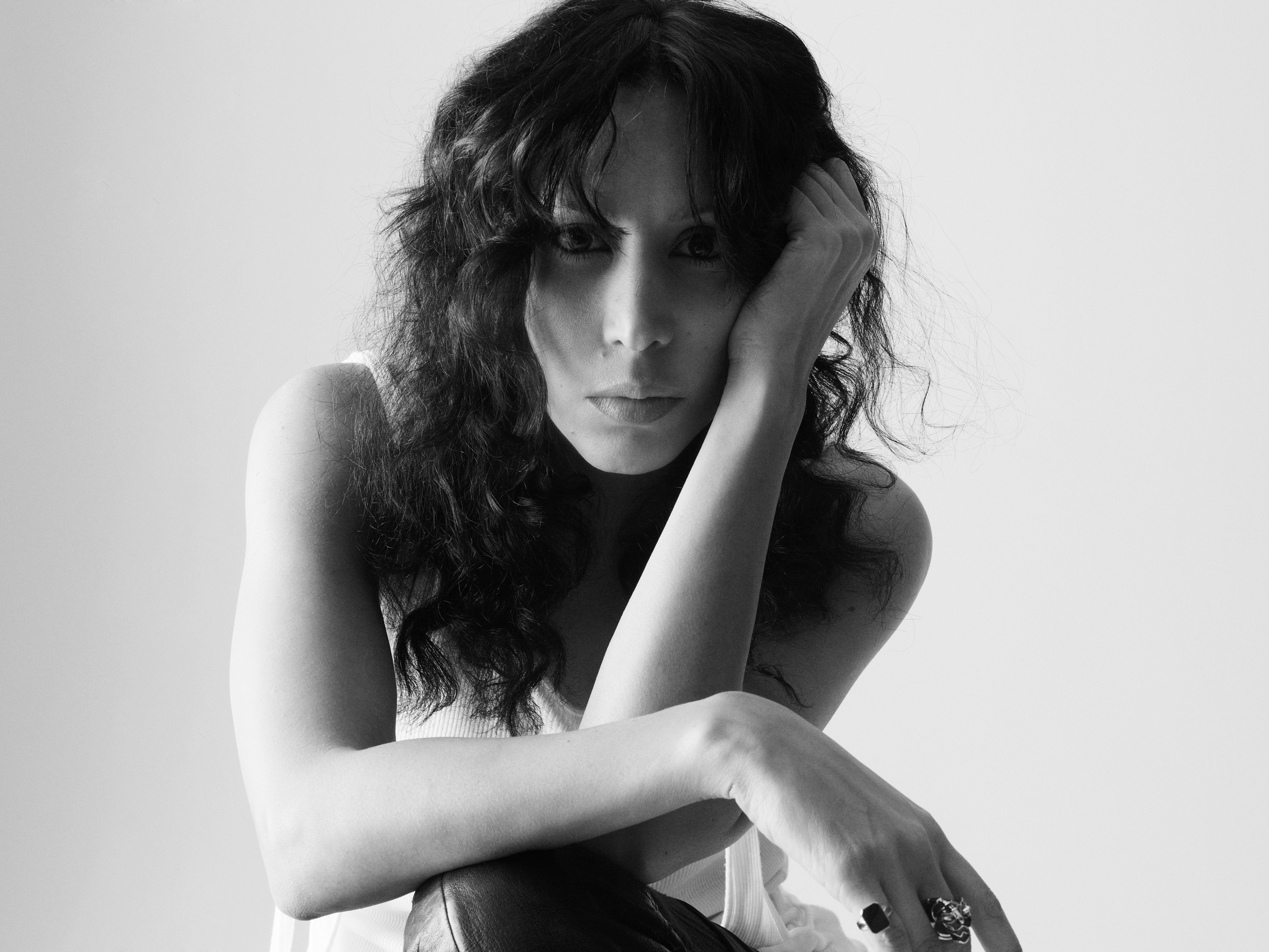
Titiyo, även hon kallad Sveriges souldrottning under 1990-talet

Svensk soul är den musik som skapats i eller har annan relation till Sverige, med inspiration från den ursprungligen amerikanska soulmusiken. Den främsta musiktidningen att uppmärksamma svensk och skandinavisk soul är Scandinaviansoul.com, som också arrangerat utmärkelsen och galan Scandinavian Soul Music Award. Radioprogrammet P3 Soul bevakar soul, hiphop och närliggande genrer.

## Historia
Inom tidig svensk soul var Titiyo en av de främsta, med skivor som Flowers (1991), This Is (1993) och Extended (1997). Hon hyllas även som upphovsmakaren av svensk och skandinavisk soul samt Sveriges souldrottning. Till denna första vågens soul tillhör också bland andra Stephen Simmonds, Eric Gadd och senare också Kaah. Soulmusiken sägs ha exploderat i Sverige sedan omkring 2013/2014. Soulsångerskan Janice Kavander sa i Metro att det är särskilt tack vare artister som Seinabo Sey, Leslie Tay, Sabina Ddumba och Cherrie. I samma inslag sa Eric Gadd att det kan ha och göra något med gospelmusikens framväxt i Sverige som därmed närt soulsångare. Främst gäller det Tensta Gospel Choir, i vilken soulsångare som  just Janice Kavander, Sabina Ddumba, Kristin Amparo och Mapei deltagit.
I ett inslag av Sonic Magazine fick grundaren av Scandinavian Soul, Andy Collins, frågan om det finns en svensk soulidentitet. Collins svarar att medan det finns en svensk soulidentitet så har Sverige en tendens att följa trender väldigt hårt, vilket inte gett soul samma utrymme att utvecklas i Sverige som i till exempel England. Människor identifierar sig inte med soul menar Collins. Han riktar också kritik mot kommersiell soul som han säger manipulerats och förenklats till att sakna djup, för att kunna säljas till en bredare massa. Svensk soulidentitet är därför snarare undergroundscenen. "Det är inte bara vita som bor här, eller soul sjungs inte bara av svarta. Blandningen och olika bakgrunder och rötter är svensk soul." avslutade Andy Collins. Vidare finns andra soul-aktiga sångare såsom Zara Larsson, Veronica Maggio, Oskar Linnros och Lorentz, som är mer folkligt förankrade än exempelvis Seinabo Sey, Sabina Ddumba och Cherrie. Detta säger musikjournalisten Markus Larsson till Sonic Magazine beror delvis på segregeringen och vithetsnormen i Sverige, som gör att en lättare når framgång som vit och blond.

## Svenska soulmusiker
- Albin Gromer
- Aleks
- Andreas Aleman
- Awa Manneh
- Blacknuss
- Christoffer Hiding
- Dilba
- Dirty Loops
- Eric Gadd
- Fatima
- Ida Sand
- Janice
- Jasmine Kara
- Kaah
- Kim Cesarion
- Kristin Amparo
- Mapei
- Nápoles
- Sabina Ddumba
- Seinabo Sey
- Snoh Aalegra
- Stephen Simmonds
- Tingsek
- Titiyo